# Eleonora Lascala
Eleonora Lascala (Torino, 5 febbraio 1982) è un'ex cestista italiana.
Ha giocato in serie A1 con Faenza, Alghero e Schio con cui ha vinto uno scudetto.

## Carriera
Esordisce in Prima Squadra a 14 anni nel 1997 in serie A2 con Torino dove è cresciuta. Poi a 17 anni è andata alla Pallacanestro Phard Napoli dove ha vinto la Coppa Italia e l'anno dopo subito a Rende giocando da protagonista. Continua la carriera a Faenza dove resta una sola stagione. Nel 2005, mantiene la categoria, andando a giocare in Sardegna con la Alghero per restarci anche lì un solo anno. Passa poi al Palestrina dove rimane sino al 2008 (giocando 2 campionati in serie A2 ed uno in B d'Eccellenza), con una parentesi a Schio dove conquista lo Scudetto alla fine della stagione 2005-06 e partecipa anche all'EuroLeague Women. Il 2008 vede il suo ritorno ad Alghero con cui gioca in serie A2 sino al 2010 quando si trasferisce ad Ancona che la riconferma per la stagione 2011-2012. Dall'estate del 2013 gioca con la Virtus Viterbo in serie A2 fino al 2015.Dal 2016 va in forza al basket Frascati in serie B fino a giugno 2019.
Durante l'estate del 2017 inizia un altro percorso di basket,il 3vs3 dove vince alcune tappe di diversi tornei e accede alle finali nazionali dove diventa campionessa italiana del Migames nel 2017 in Croazia e campionessa italiana a Rimini del pick and roll.Sempre nel 2017 vincitrice della gara da tre punti del Migames,Pick and roll e Ball don't lie di Roma.

## Palmarès
- Coppa Italia serie A2: 1
Napoli 2000-2001
- Campionato serie A1: 1
Schio 2006

Migames finale nazionale 2017 3vs3: 1 posto
Pick and roll finale nazionale 2017 3vs3: 1 posto